# Syllaios
Syllaios (Syllaeus, selon Strabon) est le ministre tout puissant du roi nabatéen Obodas III qui régna de 30 à 9 av. J.-C. Obodas III est décrit par Strabon comme se désintéressant du gouvernement et abandonnant celui-ci à son ministre Syllaios, qui est presque toujours le seul cité lors de la relation des événements où la Nabathée joue un rôle.
À cette époque, le royaume nabatéen connaît un important développement culturel. C'est aussi à ce moment que la plupart des tombeaux et temples sont construits.

## Éléments biographiques
Syllaios est connu pour avoir fait échouer par la ruse une expédition romaine ordonnée par Auguste vers 25 av. J.-C. qui avait pour but de prendre directement le contrôle des productions d'aromates de l'Arabie heureuse, dont les Nabatéens avaient de fait le monopole du commerce,,. Ce qui paraît surprenant c'est que les Romains ne prirent de mesures de rétorsion, ni contre Syllaios, ni contre Obodas.
Il est suffisamment puissant et riche pour que Salomé la sœur d'Hérode Ier le Grand désire se marier avec lui. Elle essaye à deux reprises d'obtenir l'autorisation de son frère qui les deux fois s'y oppose avec la plus grande fermeté, car selon Flavius Josèphe, Syllaios refusait d'adopter les coutumes juives, condition posée par Hérode pour consentir à ce mariage. Après l'échec de ce mariage, Syllaios accueille « quarante chefs de brigands », à la suite de la ferme répression d'une révolte en Trachonitide par les généraux d'Hérode. Il « leur donna un emplacement fortifié qu’ils colonisèrent et d’où ils faisaient des incursions de pillage, non seulement en Judée, mais dans toute la Coelé-Syrie, car Syllaios leur assurait un repaire et l’impunité de leurs méfaits », ce qui fera naître un conflit récurrent entre la Nabathée et Hérode. Syllaios se rend vers Rome dans l'hiver de 11/10 av. J.-C. pour accuser Hérode devant Auguste.
À Rome Syllaios anticipe la mort d'Obodas et tente de se faire désigner roi par l'empereur Auguste. Toutefois, Arétas IV s'empare du trône et se proclame roi, sans attendre l'arbitrage de l'empereur. Ce qui indispose grandement Auguste à son encontre, au point, selon Maurice Sartre, « d'envisager de confier l'ensemble des états nabatéens à Hérode. » Profitant de la mauvaise humeur d'Auguste et avec force cadeaux, Syllaios obtient que la royauté d'Arétas ne soit pas reconnue par l'empereur. Il continue à faire sa cour et espère être finalement désigné roi par Auguste. Antipater, un des fils du roi Hérode le Grand se trouve lui aussi à Rome, venu dans le bateau qui a ramené Marcus Vipsanius Agrippa à la fin de son imperium sur l'Orient (13-12 av. J.-C.). C'est alors que parvient la nouvelle de la mort d'un chef des arabes nommés Nakeb, tué par Hérode lors d'un raid en Nabathée. Syllaios change alors « ses vêtements pour des habits de deuil » et pleure devant l'empereur le général arabe qui est « son familier et son parent » ainsi que d'après lui, 2500 « des premiers d’entre les Arabes » qui avaient péri dans cet affrontement. Furieux, l'empereur écrit alors une lettre à Hérode, dont « l'objet principal » est de lui dire « qu’il l’avait, traité jadis en ami, mais que désormais il le traiterait en sujet ». Ce qui ne fait que renforcer grandement la position de Syllaios.
Toutefois, Arétas IV et le roi Hérode le Grand de Judée vont conjuguer leurs efforts pour que Syllaios soit finalement écarté. La seule version dont nous disposons est celle de Flavius Josèphe qui copie directement les écrits de Nicolas de Damas, le ministre et homme de confiance d'Hérode. Il est donc possible que celle-ci ne dise pas toute la vérité. Syllaios est alors accusé devant l'empereur Auguste conjointement par les ambassadeurs d'Arétas IV et d'Hérode le Grand, d'avoir provoqué la mort d'Obodas afin de lui succéder. Cette révélation l'empêche de recevoir l'aval des romains pour devenir roi de la Nabatène, ce qui permet à Arétas d'être reconnu.
Après cet échec, il semble être demeuré à Rome. Flavius Josèphe et Strabon indiquent qu'il sera exécuté quelque temps plus tard (vers 6 av. J.-C.), accusé d'avoir participé à un complot.

## Mentions épigraphiques
Deux inscriptions mentionnent que Syllaios, le ministre d'Obodas, s'est arrêté dans les sanctuaires sur les îles de Cos, Milos et Délos, au cours d'un voyage vers Rome. L'une des deux a été trouvée sur l'île grecque de Milos. La seconde a été enlevée de son site par ceux qui l'ont découverte et son origine n'est donc pas assurée, elle pourrait provenir de Délos (près de Rhodes).